# Азербайджанцы в Дагестане
Дагестанские азербайджанцы (азерб. Дағыстан азәрбајҹанлылары, Dağıstan azərbaycanlıları, داغیستان آذربایجانلیلاری) — часть азербайджанского этноса и этническая группа населения Дагестана. По данным переписи 2021 года в Республике Дагестан проживало 116 907 азербайджанцев — это седьмая по численности населения этническая группа этого региона.

## Появление азербайджанских селений
Вопрос этнического формирования дагестанских азербайджанцев рассматривается в неразрывном контексте с вопросом об этногенезе азербайджанского народа в целом. В этногенезе азербайджанцев Дагестана участвовало как древнее коренное население Кавказской Албании (каспии, касситы, албаны, маскуты и пр.), которое смешалось с вторгавшимися сюда в I тыс. до н. э. ирано- и тюркоязычными племенами (киммерийцы, скифы, сарматы, гунны, болгары, хазары, печенеги), так и иранские и арабские колонисты. Это население впоследствии тюркизировалось благодаря новой волне вторжения тюркоязычных народов (особенно огузов-сельджуков и отчасти кыпчаков) в XI—XIII вв. В XIII—XIV вв. предки дагестанских азербайджанцев испытывали миграционные и цивилизационные катаклизмы, а неоднократные вторжения и переселения выходцев из Азербайджана, в основном из Кубы и Ширвана, в XV—XVIII вв. усиливали этническую основу азербайджанцев Дагестана.
Азербайджанцы издавна населяли город Дербент, а также примыкающие к нему равнинные (приморские и предгорные) земли, то есть современные Дербентский и частично Табасаранский районы. Основание села Куллар, согласно А. В. Комарову, связано с одним дербентским ханом, который поселил здесь своих рабов (кул). По возникновению других азербайджанских селений есть предания.

### Предания
По преданию селение Ерси основали пленные азербайджанцы и своё название оно получило от слова «эрси» (пленные), которое со временем трансформировалось. По другой версии название происходит от табасаранского слова «ярса» («старое»), а население было «автохтонным», свободным.
По мнению А. В. Комарова, которое опиралось на сохранившееся предание, жители села Араблар «вышли из общества Араблар, близ Шемахи, и являются потомками аравитян».
Образование села Великент связывают с неким Вали, выходцем из Кубы, по имени которого оно и получило своё название; Падар — от Падархана, переселенца из азербайджанского селения Бёюк-Падар. По рассказу одного из жителей села Салик: «Большинство жителей теперешней Терекеме пришли из Азербайджана — Ширвана, Кубы и других мест. Я слышал, что часть жителей Великента, а также кумыкского селения Каякент — выходцы из Лагиджа. Основатель нашего тухума, как говорил мне отец, — выходец из Кубинского уезда, из Бёюкшихларкенты». Основание селения Ханмагомедкала (ныне Мамедкала Дербентского района Дагестана) приписывается кубинскому правителю Фатали-хану. Согласно И. Гаджинскому кубинский хан
обратил внимание на племянника уцмия, храброго Магомед-Хан-бека, обиженного своим дядей, ласками и разными средствами привязал его к себе, и в 20 верстах от Дербента, к северу, построил крепость, которую назвал Магомед-хан-каласы. Сюда переселил он двести семейств из Кубы, назначив здесь местопребывание Магомед-хан-бека.
Селение Джалган упоминается под 1723 годом («местечко Джоглан»). Оно расположено на вершине Джалган-дага, которую в период правления кубинского Фатали-хана заселяли таты. По преданию, для охраны Дербента он переселил сюда из Кубы жителей одноимённого селения, предоставив, в отличие от остальных подданных, привилегии.

### Образование Нижнего Катруха
Предания рассказывают и о возникновении единственного в Дагестане горного азербайджанского селения Нижний Катрух, расположенного в нынешнем Рутульском районе, между рутульским селением Ихрек и лакскими селениями Аракул и Верхний Катрух. Этот аул расположен на лакской территории, которая до начала XVIII века принадлежала аулу Вачи (сам аул по-лакски называется Лув ЧӀатлухъи).
По рассказам жителей селения какой-то казикумухский хан имел в этом месте дачу и поселил при ней 7 подвластных ему человек, из которых двое были лезгины, двое азербайджанцы и три лакца. Лезгины и азербайджанцы являлись пленными. От этих семи человек будто бы и произошли жители Нижнего Катруха, причём победу здесь одержал азербайджанский язык. Есть иное повествование, согласно которому, казикумухский хан Сурхай I, по завершении войны с персидским шахом Надиром, выдал лакских девушек замуж за военнопленных из шахского войска и отвёл им землю для основания аула, коим стал Нижний Катрух.
Исследуя азербайджанский диалект Нижнего Катруха, лингвист Н. С. Джидалаев предпринял попытку объяснить процесс его образования. Он предположил, что тюркский язык был средством межплеменного общения для разноязычного населения реки Кара-Самур (рутульцев, цахуров, лакцев, аварцев и лезгин). Для перехода носителей этих языков на азербайджанскую речь нужны были лингвистические факторы и единственное, что по его мнению могло им стать, это появление среди нижнекатрухцев тюркоязычного элемента (здесь Н. С. Джидалаев упоминает предание о военнопленных азербайджанцев), которые застали здесь понятный, родной язык. Он приходит к мысли, что компактное и фронтальное смешение нарушило равновесие между лакским и азербайджанским языками, создав тем самым условия для интенсивного двуязычия. Языком общения между жителями стал азербайджанский, а лакский со временем был вытеснен из употребления.
По жителям Нижнего Катруха есть и другие сведения. Например, жители соседнего рутульского селения Ихрек раньше называли нижнекатрухцев «лык» (рабы). В самом Нижнем Катрухе имеется квартал «мугъаллар» (так называют азербайджанцев) и одноимённый тухум от слова «мугъал»; населением ещё двух кварталов — «къатыргилар» и «саманчияр», являются коренные жители Ширвана, переселившиеся в Дагестан.
В дореволюционной литературе жители Нижнего Катруха обычно указывались как казикумухцы или лаки (то есть лакцы). По Кавказскому календарю на 1857 год население Нижнего Кэтрыха (оригинальное название ﺍﺸﺍﻘﺎ ﻛﺘﺮﻴﻎ, то есть Ашага Катрих) Казикумухского ханства составляют «лезгины»-сунниты с аварским языком. В Списке населённых мест, составленном в 1860-х годах А. Комаровым, языком Нижнего Катруха (он же Большой Катрух, Лу-Чатлух, Катрих) является лакский. Зато по сведениям 1884 года население Нижнего Катруха относится к обществу рутульскому, по вероисповеданию сунниты, а язык — тюркский. В списке населённых мест Дагестанской области, составленном в 1888 году, жители отмечены как «лезгины»-сунниты с татарским (то есть азербайджанским) языком. Упоминание того, что язык жителей азербайджанский, встречается в научной литературе XIX века. Например, П. К. Услар, исследовавший в 1860-х годах лакский язык, отметил, что в Казикумухскому округе «…говорят… тюрко-адербиджанским в Нижн. Катрухе». Гасан Алкадари в «Асари Дагестан» (1891) указывал, что общество Катрух Самурского округа говорит по-азербайджански (комментируя это место, его сын Али Гасанов в 1929 году писал, что Катрух также «относится к „некоторым обществам“, говорящим на казикумухском (лакском) языке»). Перепись 1926 года зафиксировала жителей Нижнего Катруха уже как тюрок (то есть азербайджанцев).

### Селения в Табасаранском районе
Помимо Нижнего Катруха, ещё сложнее обстоит дело с азербайджанскими селениями нынешнего Табасаранского района. Немецкий лингвист и этнограф А. Дирр допускал мысль, что часть азербайджанцев это «отатарившиеся табасаранцы». Ещё один этнограф Л. И. Лавров полагал, что раз азербайджанские селения Аркит, Арак и Ерси носят табасаранские названия, то в них раньше говорили по-табасарански. Ни статистические материалы XIX века и раннего СССР, ни исторические сведения не дают полной ясности относительно того, когда они возникли и каково происхождение их жителей.
Ерси был одним из арабских поселений. Согласно Кавказскому календарю на 1857 год, в Ерси (ﻳﺮﺴﻰ) проживали «лезгины»-сунниты с татарским (то есть азербайджанским) и татским языками. В другом источнике, относящемся к 1869 году, отмечено, что в Ерси тюркский язык. Во всех остальных дореволюционных материалах жителями Ерси являются татары (то есть азербайджанцы). Однако перепись 1926 года показала здесь табасаранцев и 1 даргинца.
По убеждению жителей Дарвага (по-табасарански Ва’акк) они происходят от арабов. Название селения они объясняют как «дар вакьан» («дом переговоров») и как «дур бах» («встань и смотри»). Известно, что в VIII веке омейядский полководец аль-Джаррах разрушил хазарский Дарваг, а позднее наместник Армении Язид ибн Асад поселил сюда арабов — выходцев из Дамаска. По сообщению Бакиханова арабская речь к началу XIX века вышла здесь из употребления, хотя некоторые старики знали его ещё в 1840-х годах. Нечто подобное мы встречаем у Гасана Алкадари. Кавказский календарь на 1857 года показывает в Дарваге (ﺩﺮﻮﺎﻖ) «лезгин»-суннитов с татарским (азербайджанским) и татским языками. В Списке населённых мест, составленном в 1860-х годах А. Комаровым, языком Дарвага указан тюркский. Все последующие дореволюционные материалы фиксируют его жителей как татар (то есть азербайджанцев). Перепись 1897 года показала в Дагестанской области 912 человек с родным арабским языком, под которыми, по мнению А. Н. Генко, скрывались дарвагцы. В отличие от Ерси, перепись 1926 года показала в Дарваге тюрок (то есть азербайджанцев) и 1 еврея.
Если Дарваг и Ерси населены азербайджанцами, но архивные источники дают разносторонние сведения, то в с. Аркит проживают табасаранцы, относительно которых можно встретить указание на «татарское» по составу население и язык. Так, по Кавказскому календарю на 1857 года Аркид (ﺍﺮﻜﻴﺪ) населён «лезгинами»-суннитами с татарским (то есть азербайджанским) языком. В другом источнике сказано, что его жителями являются татары-сунниты с татарским языком (то есть азербайджанцы с родным языком), чего не встретишь в отношении Ерси и Дарвага (в них фигурируют «лезгины»-сунниты с татарским языком). Большинство других дореволюционных изданий и перепись 1926 года показывает в Арките табасаранцев. Советский этнограф Н. Г. Волкова отмечала, что жители нижнего квартала села говорят по-азербайджански, а верхнего — по-табасарански, но все осознают себя как табасаранцы.

## История
Азербайджанцы входили в состав Табасаранского майсумства, которое в XVI—XVII веках распалось на владение кадия, майсумство и на союзы сельских обществ. Как и прежде майсумство по своему составу было не однородным. Оно включало табасаранские, азербайджанские, лезгинские и татские аулы. Что касается кадийство, то в его состав входили такие аулы как Рукель, Кемах, Митаги, Мугарты, Зидьян, Бильгади, Гимейди, Марага, Дарваг, Зиль и др..
К этому времени Бакиханов относит появление в Южном Дагестане представители особой этнической группы азербайджанцев — терекеме. По преданиям они были переселены а XVI веке во владения кайтагского уцмия Султан-Ахмеда, где появился магал Терекеме.  Наиболее обширное исследование терекеменцев провела С. Ш. Гаджиева, которая заключает, что они вполне могли появиться в Дагестане в XVI веке, если не раньше, из Азербайджана, в частности из Ширвана. По её мнению ближе всего к истине сведения, приводимые Бакихановым.Р. М. Магомедов, считал время, что поселения терекемейцев относится не к XVI в., а к гораздо более раннему периоду, подтверждением чего служит сходство нравов, быта, следов общинного устройства и землепользования терекемейцев, сходные с кайтагскими. Сохранившиеся надгробные памятники, которые удалось прочитать в селах Карадаглы, Падар, датируются XIV—XV веками, есть и более древние могилы, которые не удалось прочитать. Село Берекей заселено терекеменцами ранее XIII — XIV века.
В народной памяти сохранились сведения как жители азербайджанских поселений неоднократно перемещались с места на место, об их разрушениях, разорениях и грабежах со стороны иноземных завоевателей, а позднее и о междоусобных войнах, которые вели феодальные владетели. К примеру, борьбы феодальных группировок Кайтага и Кубы в 1777 году привела к тому, что «семь деревень, называемые Терекеме» подверглись «грабежу и разорению». Существуют предания, гласящие о том, что некоторые поселения терекеме (например Шебеде, Шахбаз и Мехреж) в разные годы XVIII века были разрушены и превратились в покосные и пастбищные участки.
После присоединения Дербентского ханства к России вышел царский акт, по которому оно передавалось под управление тарковского шамхала Мехти «в награждении усердия к службе и верности к императорскому престолу», кроме самого города Дербента. Таким образом, тарковскому шамхалу отошёл Улусский магал с девятью населёнными пунктами, в числе которых были азербайджанонаселённые: Арабляр, Азат-оглы, Билиджи, Джалган, Куллар, Моллакент, Моллахалил, Селик и Нюгди. Потомки Мехти-шамхала на протяжении последующих десятилетий продолжали владеть ими, пока в 1883 году не вышло распоряжение главного начальства о переводе в казённое ведомство населённых и ненаселённых имений тарковского шамхала, расположенных в Улусском магале.
Азербайджанцы Дагестана исторически существовали в рамках феодальных отношений. Более 3/4 терекемейцев магала Терекеме было раятами. Другие были более свободными и занимали промежуточное положение между раятами и узденями. Почти вся земля находилась в собственности феодалов за исключением небольших участков, принадлежавших отдельным семьям (мюльки) и мечетям (вакуфы). Общественное управление и суд основывались на адатах и шариатских нормах.
В этнической истории заметную роль сыграли взаимные ассимиляционные процессы, охватившие как соседние с азербайджанцами народы, так и терекеме. Наиболее заметные процессы тюркизации охватили в конце XIX и начале XX веков жителей татоязычных, арабоязычных и, в меньшей степени, табасаранских селений из окрестностей Дербента. Число азербайджанцев увеличилось также за счёт перехода персов, живших в Дербенте и других городах Дагестана, на азербайджанский язык, и последующей сменой самосознания. Что касается терекеме, то определённая их часть, поселившаяся на Кумыкской равнине, оказалась среди северных кумыков, под влиянием которых они впоследствии ассимилировались.
Постановлением Государственного Совета Республики Дагестан от 18 октября 2000 года № 191 азербайджанцы были отнесены к коренным малочисленным народам Республики.
В Московской декларации, пункт № 40 обязывает обе страны «обеспечивать защиту, сохранение и развитие исторического, культурного и религиозного наследия, а также этнической, языковой и культурной самобытности проживающих на территориях Сторон национальных меньшинств, создавать условия для активного участия их представителей в общественно-политической, культурной и социально-экономической жизни в соответствии с национальным законодательством».

## Этнодемография

### Расселение

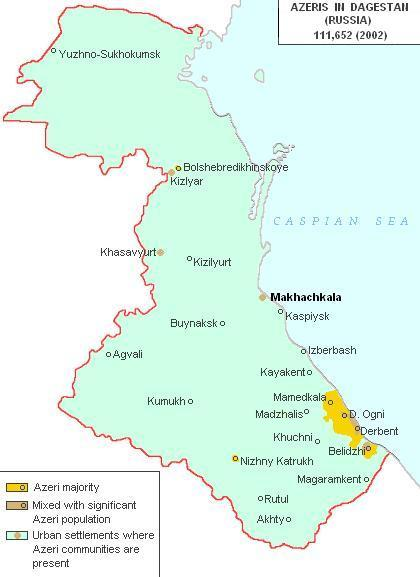
Карта Дагестана. Регионы с азербайджанским населением показаны в жёлтом цвете

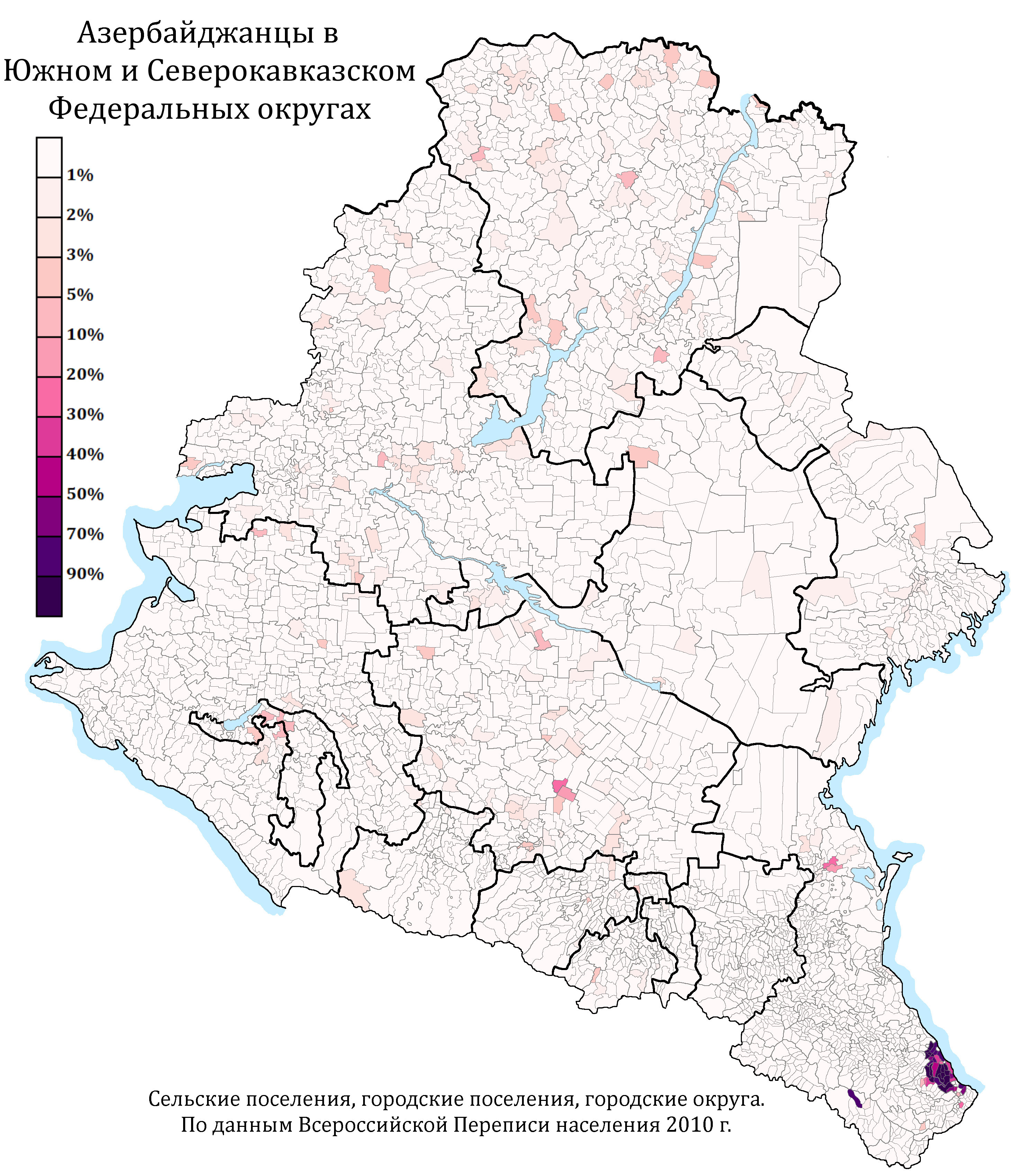
Расселение азербайджанцев в ЮФО и СКФО по городским и сельским поселениям в %, перепись 2010 г.

Азербайджанцы традиционно проживают в Южном Дагестане. Они подразделяются на собственно азербайджанцев, населяющих часть Дербентского и Табасаранского районов, и терекеме, расположенных на севере Дербентского района.
В Табасаранском районе азербайджанцы населяют селения Марага, Хели, Пенджи, Зиль, Екраг, Дарваг, Арак, Цанак, а также Ерси. Часть жителей Табасаранского района двуязычна (с. Хучни, Аркит и Хюряк). Население двуязычного Аркита указывалось либо как азербайджанское, либо как табасаранское.
В Дагестане терекеменцы компактно проживают в следующих сёлах Дербентского района: Берикей, Великент, Деличобан, Джемикент, Геджух, Карадаглы, Кала, Мамедкала, Падар, Салик, Сегелер, Татляр и Уллутеркеме, Чинар .Часть терекеме, этнически слившаяся с кумыками, проживает в селениях Темираул и Костек (квартал Терекемеаул) Хасавюртовского и Чонтаул Кизилюртовского районов.Терекеменцами по происхождению считается также большая часть жителей ныне кумыкских сёл Каякент, Усемикент, Тумеллер, Янгикент.
Помимо основного ареала расселения на территории Дагестана также расположены два азербайджанских анклава, состоящие из аула Нижний Катрух (Рутульский район) и расположенных недалеко друг от друга с. Большебредихинское и Персидское (Кизлярский район).
Дагестанские азербайджанцы проживают в горах, предгорьях, на равнине и в значительном количестве в Дербенте. К равнинных поселениям С. Ш. Гаджиева относила все селения терекеме и часть аулов к югу от Дербента (Аглаби, Араблар, Баят, Моллакент, Моллахалил, Куллар и др.), а к предгорным — поселения Дербентского (Мугарты, Кемах, Рукель, Гимейды, Митаги, Джалган и Зидьян) и частично Табасаранского (Дарваг, Зиль, Цанак, Арак и др.) районов. Н. Р. Даданов, в свою очередь, отнёс Зидьян, Бильгади, Митаги, Мугарты, Кемах и Дарваг к горным поселениям. Однозначно, что горным азербайджанским аулом является Нижний Катрух.
Доля азербайджанцев по районам на 2010 год по переписи:
| Название района         | % азербайджанцев |
| ----------------------- | ---------------- |
| Дербентский район       | 58,0 %           |
| город Дербент           | 32,3 %           |
| город Дагестанские Огни | 23,1 %           |
| Табасаранский район     | 18,4 %           |
| Кизлярский район        | 2,3 %            |
| Магарамкентский район   | 1,6 %            |
| город Кизляр            | 1,5 %            |

### Численность
Во второй половине XVI веке Табасаран распался две части: кадийство на севере с центром в с. Хучни и майсумство на юге с центром в с. Джаррах. По сведениям Е. И. Козубского в Северо-Табасаранском кадийстве числилось 5379 азербайджанцев.
В царское время дагестанские азербайджанцы проживали в Дербентском уезде Каспийской области, затем в Дербентской губернии, пока в 1860 году не была образована Дагестанская область, в рамках которой они населяли территории Кайтаго-Табасаранского округа и Дербентского градоначальства. Начальник штаба войск Дагестанской области А. В. Комаров в одной из своих работ за 1866 год обозначил азербайджанцев как тюркские племена, разговаривающие на тюрко-адербейджанском языке (таким же образом аварцы и даргинцы у него фигурируют как аварские и даргинские племена, разговаривающие на наречиях аварского и даргинского языков соответственно). По его данным азербайджанцы проживали в 29 населённых пунктах Дагестанской области общей численностью 18,250 человек: 11,649 в Дербентском градоначальстве и 6,601 в Кайтаго-Табасаранском округе.
По материалам посемейной переписи населения Дагестана 1886 года их насчитывалось 13,697 человек, составляя 2,31 % населения региона. Энциклопедический словарь Брокгауза и Ефрона (Т.X, 1893) в Дагестанской области показывал 11,473 азербайджанских татар (азербайджанцев). Перепись 1897 года отметила здесь уже 32,143 азербайджанца. В отчёте генерал-лейтенанта и военного востоковеда Н. Н. Белявского, руководившего в 1902 году экспедицией офицеров Генштаба Кавказского военного округа в Чечню, Дагестан и на Лезгинскую линию, численность адербейджанских татар (азербайджанцев) была определена в 20 тысяч человек с указанием, что они проживают в прибрежной полосе Кайтаго-Табасаранского округа и в Дербенте и являются последователями суннизма.
На начало XXI века у азербайджанского населения Дагестана фиксировался один из самых высоких коэффициентов естественного прироста населения (12 %), что обусловлено сохраняющейся высокой рождаемости (18,5 %) и низкой смертностью (6,5 %). Если первая советская перепись 1926 года зафиксировала в Дагестане 23,428 азербайджанцев, указанных в переписи как «тюрки», то по данным переписи 2010 года их численность уже составило 130,919 человек.
В самом Дербенте азербайджанцы составляют 31,75 % населения этого города, незначительно уступая по численности лезгинам.
Динамика численности азербайджанского населения
| 1926   | 1939   | 1959   | 1970   | 1979   | 1989   | 2002    | 2010    | 2021    |
| ------ | ------ | ------ | ------ | ------ | ------ | ------- | ------- | ------- |
| 23 428 | 31 141 | 38 224 | 54 403 | 64 514 | 75 463 | 111 656 | 130 919 | 116 907 |

#### Демография азербайджанской общины Дербента
В. В. Бартольд, касаясь XV—XVI веков, замечал:

В это время Дербент описывается уже не как арабский, а как тюркский город… О том, как и когда арабское население было вытеснено тюркскими пришельцами, мы не имеем никаких сведений. Этот процесс, очевидно, связан с постепенной тюркизацией Азербайджана и остальных северо-западных провинций Персии со времени сельджукской династии, однако имя упомянутого выше Сейф ад-дина ас-Сулами показывает, что в Дербенте VI/XII в. преобладали всё ещё арабы, а не тюрки.

Венецианский путешественник конца XV века Д. Анджолелло упоминает о «татарах» (tartariz) Дербента. И. П. Петрушевский уточняет, что tartariz — это азербайджанцы, но при этом подчёркивает, что в то время европейцы употребляли термины «татары» и «тюрки» для обозначения разных тюркоязычных народов. Другой путешественник XV века, итальянский купец-аноним сообщал, что жители прилегающей к Дербенту территории (Черкассии, то есть весь Северный Кавказ) говорят как по-черкесски, так и по-турецки, то есть на кавказских и тюркских языках. А. Е. Криштопа в связи с этим делает заключение, что «в конце XV в. этнографическая картина района Дербента была уже подобна современной: его населяли дагестанцы и азербайджанцы»
С течением времени на рост азербайджанского населения Дербента сказывается переселенческая политика персидских правителей, проводимая с начала XVI века и направленная на укрепление своей власти в этом регионе. Сефевидский шах Исмаил I Хатаи, захватив в 1510 году Дербент, переселил сюда из Тебриза 500 семей племён румлу и караманлу, а потом и часть племени баят. В 1540 году при шахе Тахмаспе I сюда переселились ещё 400 семей племени гурчиан (курчи), а уже шах Аббас I Великий, выселив в 1579 году суннитов из Дербента, поставил там гарнизон кызылбашей и поселил 400 семей полукочевников из племён баят и устаджлу. Немецкий путешественник Адам Олеарий, посетивший Дербент в 1638 году, сообщал что город различался на три части, причём в высшей части города «живёт наместник; эта часть была вооружена пушками и 500 солдатами из двух племён: аюрумлю и койдурша. Средняя часть B населена персами… Нижняя часть E… говорят… была заселена греками, вследствие чего и по сию пору именуется Шахер-юнан — „городом греков“». По сообщению А. В. Комарова от 1873 года в Дербенте ещё различались обитавшие здесь тюркские племена, говорившие на тюрко-азербайджанском языке. Из этого вытекает, что вплоть до 1870-х годов дербентские азербайджанцы не только не обладали ярко выраженным этническим самосознанием, но и сохраняли некоторые племенные различия.
После присоединения Дагестана к России, в русской статистике часто указывалось о проживании в Дербенте «мусульман». Затрагивая этот момент, З. У. Махмудова считает, что можно уверенно утверждать, что под «мусульманами» источники первой половины XIX века подразумевали азербайджанцев. Такое убеждение во-первых вытекает из того, что численность не азербайджанцев-мусульман в составе городского населения Закавказья и Северного Кавказа была незначительной. Во-вторых при сопоставлении сведений первой половины XIX века и последующих лет свидетельств о другом мусульманском населении города, кроме «тюрко-татар» и «азербайджанских татар», нет. Она полагает, что у некоторых проживающих в прилегающих к Дербенту районах дагестанских народностей в то время могло отсутствовать ярко выраженное этническое самосознание, но при этом они разговаривали на своих, отличных от азербайджанского, языках, в связи с чем местная администрация их могла фиксировать как «горцев» или «лезгин» (в дореволюционное время все жители Южного Дагестана именовались «лезгинами»). Русский автор в 1836 году писал:
Дербентцы мало отличаются от мусульман, обитающих в прочих городах за Кавказом, особенно от бакинцев, с которыми по всей вероятности имеют общее происхождение; но нисколько не сходствуют наружностью с их соседями — обитателями гор, — и всякого горца легко отличишь в толпе дербентцев.
В 1860—1870 годы к населению Дербента добавились горские евреи и русские, но азербайджанцы продолжали численно преобладать. По сведениям на 1886 год в Дербенте их насчитывалось 8697 человек, затем шли евреи — 1830 человек. В рапорте городского полицмейстера за 1902 года, обращённого Дагестанскому областному статистическому комитету, говорилось, что город «в верхней своей части татарский, в нижней — еврейский квартал». По сообщению Е. И. Козубского население Дербента в основном состоит из «адербейджанских татар шиитского толка, которых часто ошибочно называют персиянами, с которыми они имеют общего только веру».
Перепись 1926 года показала в Дербенте 7,831 тюрка (азербайджанца), вслед за которыми численно шли 6,597 горских евреев, 5499 русских, 868 лезгин, 812 армян, 432 перса и другие. Несмотря на то, что азербайджанцы длительное время численно доминировали среди населения Дербента, во второй половине XX века ситуация изменилась. Выделение кутанных земель в Дербентском районе для горских колхозов Южного Дагестана, а также рост урбанизации населения Дербента, способствовало тому, что население города стало пёстрым за счёт переселения лезгин, агулов, табасаранцев и других дагестанских народностей. По переписи 2002 года лезгины по численности незначительно обогнали азербайджанцев, составив 32,6 % против 31,7 % соответственно.

## Религия
По вероисповеданию дагестанские азербайджанцы большей частью мусульмане-сунниты, меньшей частью мусульмане-шииты. К суннитам также относились дагестанские терекеме. Ещё в конце XIX века Гасан Алкадари отмечал, что большинство населения Дербента и ряд селений Улусского магала являются последователями иснаашаритского направления шиизма, в то время как жители селений терекеме относятся к ханафитскому мазхабу суннизма.
Время проникновения шиизма в Южный Дагестан относится к началу XVI века. По С. Ш. Гаджиевой, сефевидский шах Исмаил I после взятия в 1509 году Дербента «приступом… силою заставил жителей суннитов шафи сделаться шиитами». По-другому повествованию, он «овладев Ганжею, Карабахом, южной частью Шеки, Ширваном, Баку и Дербентом… стал распространять в этих провинциях учения Алия».
Представители российской администрации края отмечали:

То, что население Дербента большею частью последователи Али, кои вообще преданы Российскому правительству, важно в политическом отношении, ибо весь Дагестан принадлежит к Сунни. Этому было доказательство в 1831 году при блокаде крепости Кази-Муллой: их не поколебали ни фанатические увещевания его, ни приведённым им под стены города в значительном количестве горцы: они упорно отражали все нападения и потом усердно содействовали русским к изгнанию дагестанцев.

По результатам переписи 1897 года из 32,143 азербайджанцев Дагестанской области мусульманами были 32,127 человек, 10 православными, 3 иудеями.

### Ашура в Дербенте
Дербентские шииты, как и остальные их единоверцы, поминают в десятый день мусульманского месяца магеррам — Ашура — трагические события 680 года. Наиболее ранние сведения про церемонию шахсей-вахсея в Дербенте оставил путешественник XVIII века И. Я. Лерх. О шахсей-вахсее на азербайджанском языке записано дербентским учёным Мирза Керим-беком Шуайбом (ум. в 1895 году).
В этот день мусульмане-шииты читают траурно-погребальные элегии (марсия), а также устраивают особые театрализованные представления, воспроизводящие эпизоды тех событий. В Дербенте Ашура имеет свою специфику: некоторые из её обрядов отличаются от тех, что в Азербайджане и Иране, да и между народной трактовкой этого события и фетвами шиитских богословов существует разница.
Первые десять дней месяца магеррам шииты посещают мечеть. Здесь они читают священные шиитские тексты и Коран, но подростки по желанию совершают самобичевание плетьми из железных цепей. На девятый день те, кто исполняет назир (обет), совершают жертвоприношение баранами, а мясо раздаётся беднякам. Кульминационное действие происходит вечером десятого дня (день Ашура), когда дербентские шииты собираются в Джума-мечети, совершая здесь свои религиозные церемонии. К ночи все расходятся по близлежащим домам, где собираются люди из числа родственников и друзей. На этих собраниях читают священные тексты; холодным оружием совершается обряд «Шахсей-вахсей», именуемый Хусейнии. Глубокой ночью, ближе к утру, все участники церемонии по одной из улиц спускаются к Каспийскому морю, подойдя к которому они бросают в воду записки со своими пожеланиями. Подобные аналогии бытуют и в Иране. Перед рассветом верующие вновь собираются в мечети и во дворе, где в назначенное время (час смерти внука пророка — Хусейна) сеиды (потомки пророка) выносят портрет Хусейна. После того как его пронесут, в центре двора выпускают белых голубей, вслед за чем все расходятся по домам. В течение всего дня Ашура, в том числе ночи, шииты не должны спать.
Исследователи склонны рассматривать Ашуру как «маркер идентичности азербайджанского шиитского населения города».

## Язык
Азербайджанцы разговаривают на дербентском и терекемейском (терекеменском) диалектах азербайджанского языка. Выделяется также нижнекатрухский диалект азербайджанского языка, который представлен с сильно выраженным лакским субстратом. Дербентский диалект входит в восточную группу диалектов азербайджанского языка. Терекеменский диалект близок к кубинскому и шемахинскому диалектам этой группы. Оба диалекта, особенно терекемейский, а также говор сельских азербайджанцев южной части Дербентского и Табасаранского районов, испытали влияние соседних языков, кумыкского, татского.
По результатам переписи 2010 года в Дагестане проживали 130,919 азербайджанцев; для 129,620 из них родным языком был азербайджанский, 426 — русский, 161 — лезгинский, 110 — табасаранский, 45 — даргинский, 44 — аварский, 37 — кумыкский, 18 — агульский, 16 — татский, 10 — лакский, 10 — рутульский, 3 — андийский, 1 — каратинский и 1 — цахурский.

### В качестве лингва франка
На протяжении веков азербайджанский язык служил лингва франка (языком межнационального общения) в южном Дагестане, где он получил заметное распространение ещё в XVI—XVII веках. Натуралист, статистик и этнограф второй половины XIX века Н. К. Зейдлиц отмечал у жителей этой части Дагестана наличие общеразговорного азербайджанского языка. В одном из источников за 1836 год сказано, что в Дербенте местные мусульмане разговаривают на татарском (то есть азербайджанском) и татском языках, но азербайджанский «в большом употреблении не только между мусульманами, но даже между армянами и евреями».
В Самурском округе Дагестанской области азербайджанский язык широко распространился в XVIII—XIX веках; в качестве языка межнационального общения он употреблялся в Самурской долине. Его распространение в долине зафиксировал кавказовед XIX века П. К. Услар, специально изучавший языки народов Кавказа.
До XIX века азербайджанский наряду с кумыкским и аварским языками служил также лингва-франка в предгорном и низменном Дагестане. Побывавший в конце XIX века в Дагестане К. Ф. Ган подтверждал «факт, что почти во всём Дагестане тюрко-татарский язык считается, так сказать, интернациональным». Вместе с тем, у него есть сообщение о неодинаковой степени владения азербайджанским среди различных народов Дагестана: «Что касается тюрко-татарского языка, которым владел мой спутник… то он нам оказал большие услуги в Самурском округе, в Кази-Кумухе его понимали менее, а аварцам он уже был совсем чужд». Ботаник и энтомолог А. К. Беккер, посетив Южный Дагестан, оставил следующее:
Тюрко-азербейджанское наречие вытесняет всё более и более татское наречие; оно проникло к горцам, которые охотно изучают его как необходимое для сношений с жителями Дербента и смежных закавказских мусульманских провинций; на этом же наречии объясняются между собой зачастую и горцы, говорящие хотя сродными, но непонятными им с первого раза языками.
По сообщению Гасана Алкадари, разноязычные люди при встрече общались на азербайджанском или «джагатайском тюркском» (то есть кумыкском) языках, причём они «кое-как обходятся и довольствуются этим» (в качестве примера испорченной речи он приводил фразы типа «как ты поживаю?», «ты откуда иду?»). Из рассказов других авторов вытекает, что горцы свободно разговаривали по-азербайджански. Например, латышский писатель Э. Бирзниек-Упит, находившийся в Дагестане, свидетельствовал, что «разговор происходит по-татарски, на азербайджанском наречии. Здесь это разговорный язык, на котором лихо тараторят также местные русские и все взрослые лезгины-мужчины…». Русский лингвист и этнограф Л. П. Загурский, со своей стороны, оставил следующую запись:
Адербейджанское наречие пустило глубокие корни в юго-восточном Дагестане: в Дербент приходят горцы из довольно отдалённых местностей, несут даже часто даровый труд, лишь бы только выучиться по-татарски... Мало того, мы лично убедились в том, что адербейджанское наречие начинает проникать в трудно-доступные местности нагорного Дагестана: андийцы, напр., или другие горцы этой части Дагестана, побывавшие, по торговым делам, в так называемых закавказских мусульманских провинциях, объясняются довольно свободно по-татарски.
Среди агулов азербайджанским «владели только те, кто ходил в Азербайджан в качестве отходников». Аналогичным образом обстояло дело с жителями лакского селения Хосрех. Благодаря частым хозяйственным контактам (отходничество) знание азербайджанского было зафиксировано среди арчинцев. Для жителей даргинских селений Кирки и Варсит он был вторым языком после родного кайтагского, при этом они нередко даже отдавали своих детей на 3-4 месяца в азербайджанские семьи для обучения языку.
26 сентября 1861 года в селении Ахты была открыта первая в Самурском округе светская школа для обучения русскому и азербайджанскому языкам. Некоторое время в Ахтах, между прочем, учительствовал, назначенный сюда в 1888 году преподавателем, азербайджанский педагог и этнограф Мамед-Гасан Эфендиев. На азербайджанском языке шли первые пьесы зародившегося в начале XX века лезгинского национального театра (первая пьеса на лезгинском была поставлена лишь в 1914 году).
Многие дагестанские поэты (лезгинские, рутульские и табасаранские) не только писали по-азербайджански, но пользовались им в литературоведческой работе. Так, лезгинский поэт-ашуг Сулейман Стальский посредством азербайджанского языка общался с лакским поэтом и писателем, литературоведом Э. Капиевым, который переводил его на русский. Э. Капиев на съезде фольклористов в 1940 году говорил: «Сулейман диктовал и толковал мне свои стихи по-тюркски (азербайджански — прим.), в процессе того, как я для себя в записной книжке составлял подробный подстрочник и шла так называемая редакторская работа».
В 1923—1928 годах азербайджанский являлся также единственным официальным языком преподавания в дагестанских школах. Ставку на тюркский язык делали идеологи национально-государственного строительства Дагестана, воспользовавшиеся декларируемым Советской властью правом автономии. Председатель ЦИК Дагестанской АССР Н. Самурский считал, что образование должно быть построено на тюркском (то есть азербайджанском) языке, так как русский язык горцы ненавидят, а у местных языков якобы нет перспективы. Как писал Ю. Ю. Карпов «если принять во внимание, что в соответствии с таким планом уже в ближайшее время вся дагестанская интеллигенция должна была говорить и писать „по-тюркски“, то русский язык вынужденно должен был бы уйти из всей официальной практики».
Во время переписи 1926 года часть Кюринского, Самурского и Кайтаго-Табасаранского округов заполняли личные листки тюркские (то есть азербайджанские), в то время как на остальной части Дагестана перепись проводилась на русском языке. На азербайджанском выходил первый в Дагестане культурно-просветительский и литературно-художественный журнал «Маариф йолу». В 1932 году в рутульском селении Рутул начала выходить газета на азербайджанском языке «Гызыл чобан» («Красный чобан»). Однако с 1928 года местные языки стали вытеснять азербайджанский и на первое место из них первоначально был поставлен кумыкский, а уже в 1933 году по общему образцу началось ускоренное развитие сразу 11 языков (с 1936 года — 12 языков).
На гербе Дагестанской АССР 1936—1994 годов имелись надписи «РСФСР», «Дагестанская АССР» и «Пролетарии всех стран, соединяйтесь!» на разных языках, в том числе азербайджанском.
К середине XX века азербайджанский продолжал оставаться языком межнационального общения в Южном Дагестане. Ещё в 1950-х годах советский этнограф Л. И. Лавров отмечал: «В Южном Дагестане почти везде вторым языком является азербайджанский». Он сообщал, что рутульцы пользуются родным языком «дома, на работе и на собраниях, но если на собраниях присутствуют люди, не знающие этого языка (лезгины, цахуры и пр.), то ораторы чаще всего говорят по-азербайджански». На нём велось делопроизводство в сельсоветах и колхозах Рутульского района. Что касается библиотек, то они на тот момент, преимущественно, были укомплектованы русскими книгами. Так, в библиотеке избы-читальни селения Шиназ из 1000 книг лишь 30 были на азербайджанском.
В прошлом азербайджанский являлся языком школьного обучения в агульском селе Буршаг, в то время как в Цирхе эту функции выполнял даргинский, а в других районах с агульским населением — лезгинский. Начиная с 1938 и вплоть до 1952 года на азербайджанском языке осуществлялось преподавание в цахурских школах, пока его не сменили на русский. В рутульских школах до 1952 года обучение также велось по-азербайджански. При поступлении в школу, дети уже владели минимальным запасом слов, позволяющих им составить несложные азербайджанские фразы. Одной из причин того, что в 1938 году создание для рутульцев письменности было признано нецелесообразным, явилось, как отмечал Л. И. Лавров, «поголовное знание рутульцами такого развитого языка, как азербайджанский». Другой этнограф Г. А. Сергеева, говоря о рутульцах, констатировала: «не было смысла создавать письменность маленького народа, который хорошо знал язык соседей — азербайджанцев, уже имеющих письменность».
В рутульском с. Хнов, как сообщалось, ещё 90-95 % населения владели азербайджанским языком, на котором они разговаривали при встрече с лезгинами (сам район, где расположено селение, сплошь населён лезгинами). Особенно крепко он держался в цахурской среде. В 1952 году среди дагестанских цахур азербайджанским языком владело 88 % обследованного населения, а в 1982 году — 87,9 %. Анкетное обследование, проведённое в 1960-х годах среди арчинцев, показало, что 6 % из них знали азербайджанский.

### Лингвистические контакты с другими языками
Двуязычие в ходе длительного соприкосновения двух этнических общностей приводило к тому, что азербайджанский вытеснял из общения языки соседних народов. В конце XVIII — начале XIX века вторым язык табасаранцев уже был азербайджанский, влияние которого у них усилилось в 1860-х годах. Процесс вытеснение табасаранского языка азербайджанским происходил среди южных табасаранцев, в то время как у северных табасаранцев, территориально более отдалённых от азербайджанцев, им владело только мужское население. Для табасаранцев азербайджанский служил не только языком близкого соседа, с которыми они имели экономические, семейно-бытовые связи (в том числе частые смешанные браки) и по территории которого проходил их торговый путь; посредством него они могли общаться с дербентскими азербайджанцами в торговых делах.
Свидетельства об утрате ими родного языка встречаются ещё во второй половине XIX века. Например, в 1870-х годах лингвист и этнограф Л. П. Загурский отмечал, что «табасаранцы уже забывают всё более и более свой родной язык, уступающий место азербайджанскому наречию». Об этом в тот же период писал А. К. Беккер: «тюрко-азербайджанское наречие произвело ощутимое влияние на некоторые горские языки, а табасараны, живущие поблизости к Дербенту, забывают всё более и более родную речь». В Энциклопедическом словаре Брокгауза и Ефрона, издававшегося в 1890—1907 годах, встречаем то же самое: «вследствие близкого соседства и постоянных сношений с последними, табасаранцы усвоили себе их азербайджанское наречие и забывают понемногу свой родной язык». Более того, этот процесс продолжался и во второй половине XX века. Л. И. Лавров, побывавший в 1959 году в Табасаранском районе, сообщал: «Табасаранский язык постепенно вытесняется азербайджанским, который в районе знают почти все».
Факт владения этим языком зафиксирован немецким лингвистом и этнографом А. Дирром, исследовавшим в начале XX века дагестанские языки: «…знание татарского языка довольно сильно распространено среди табасаранцев, но не больше, чем среди других народов Восточного и Южного Дагестана, и женщины его совсем не знают». В то же время он относил табасаранский к тюрко-татарским языкам: «В языке табасаран замечается сильное стремление уравнивать между собой гласные звуки одного слова — это характерная черта тюрко-татарского языка». По его замечанию азербайджанский оказал влияние не только на лексику, но и на грамматику табасаранского языка.
Вытеснение из обихода родного языка, аналогичное табасаранскому, развивалось и в азербайджанско-татской контактной зоне (среди татов Дагестана и Азербайджана), но уже более интенсивно. Для татов владение языком крупного по численности соседа способствовало ведению торговых операций с ним. Посредством азербайджанского языка также можно было общаться с народами Дагестана, особенно Южного, где он имел широкое хождение.
То, что азербайджанский вытеснял татский язык, упоминал ещё в XIX веке А. К. Беккер. В 1873 году Дербентский градоначальник А. В. Комаров, говоря о татских селениях Джалган, Митаги, Кемах, Зидьян, Бильгади, Гимейди и Рукель, отмечал, что «в последние годы татский язык в этих селениях начал заменяться тюрко-азербайджанским; теперь им говорят только старики и женщины». Немного позже, ещё одно свидетельство оставил антрополог К. М. Курдов: «…таты избегают говорить на своём языке… Жители с. Рукель постановили целым обществом не говорить на своём родном языке, и теперь только некоторые старики понимают по-татски, остальное же население все поголовно говорит по татарски. Такое же отрицательное отношение к родному языку наблюдается и среди жителей других татских селений».
По переписи 1926 года среди табасаранцев и татов для себя родным языком считали азербайджанский 7,2 и 7,3 % соответственно. Перепись 2010 года показала, что азербайджанский был родным языком для 361 табасаранца, 169 лезгин, 99 даргинцев, 23 кумыков, 22 аварцев, 17 русских, 15 лакцев, 14 рутульцев, 13 агулов, 6 цахуров, 5 армян, 3 осетин, 2 татар, 1 еврея и 1 чеченца.
Во многих дагестанских языках присутствуют азербайджанизмы, прежде всего в языках народов Южного Дагестана. Заимствования из азербайджанского языка в лексике языков лезгинской группы занимают основное место по сравнению с другими тюркизмами. Причиной заимствования азербайджанских слов послужили непосредственное соседство носителей лезгинских языков с азербайджанцами и веками длившиеся социально-экономические, культурно-исторические и торговые связи между ними.
В табасаранской лексике в настоящий момент много заимствований из азербайджанского языка, в том числе сложные глаголы (ишлетмиш апӀуб — использовать, бахиш апӀуб — подарить, къаршуламиш апӀуб — встречать, тебрик апӀуб — приветствовать); под его влиянием в табасаранском языке также присутствует сингармонизм гласных. Азербайджанизмы же касающиеся терминов, связанных с полеводством, садоводством и сельским хозяйством, в лезгинском языке намного богаче по сравнению со всеми остальными дагестанскими языками. Так, слова алча, бустанчи, емиш, кал, магъсулар, мейва, техил, тум, уъзуъм, харман, щеле, шефтели, которые прочно вошли в состав лезгинского языка, отсутствуют в аварском, даргинском и лакском языках.

### Современное положение
В настоящее время азербайджанский язык имеет статус одного из государственных языков Дагестана. Дагестанские азербайджанцы имеют собственную газету «Дербент» и журналы на родном языке, школы, где занятия проводятся на азербайджанском языке. С 1978 года на республиканском радио функционирует отдельная редакция вещания на азербайджанском языке (по 30 минут ежедневно, а начиная с 1986 года ведётся трансляция передач Азербайджанского телевидения (в объёме 6340 час. в году).

## Культура
В 1935 году в Дербенте открылся Азербайджанский государственный драматический театр. В городе регулярно проводится фестиваль азербайджанской культуры «Севиндж».

#### Азербайджаноязычная художественная литература
Давние историко-культурные связи азербайджанцев и народов Южного Дагестана способствовали распространению среди дагестанских авторов, преимущественно лезгинских, азербайджаноязычного литературного творчества. По замечанию советско-дагестанского литературоведа Ф. И. Вагабовой «этап двуязычия в Южном Дагестане ознаменовался отпочкованием образцов литературы на азербайджанском языке. Языку, известному в горах как тюркский (туьрк), принадлежат здесь позиции едва ли не равные, — а в литературе даже и большие — чем языкам местным». Под воздействием азербайджанского стиха оформилась лезгинская гошма. Азербайджанским языком пользовался лезгинский ашуг (поэт-певец) Саид Кочхюрский (1767—1812), а также Мирза Али Ахтынский (1770—1859).
Етим Эмин (1838—1884), являющийся основоположником лезгинской письменной литературы, писал как на лезгинском, так и на азербайджанском и арабском языках. Более того, его дед Джалил и прадед Абукар (Бука) свои стихи также писали по-азербайджански. В своё время Етим Эмин испытал на себе сильное влияние азербайджанского поэта Вагифа, с творчеством которого был знаком ещё в детском возрасте. Дух вагифовской поэзии чувствует как в лезгинских, так и в азербайджанских стихах Эмина, особенно в начальном периоде его азербайджаноязычного творчества. Эмин стал первым, кто перевёл стихи Физули на лезгинский язык. К числу азербайджанских стихов Етим Эмина относится стихотворение «О пленении Шамиля». Его творчество, как и творчество Саида Кочхюрского, развивают устные формы народной поэзии, издавна связанной с поэзией Азербайджана.
Поэтическую деятельность ашуг Сулейман Стальский (1869—1937) начал со стихов на азербайджанском языке. По-азербайджански им написаны стихотворения «Мулле», «Кавказ», «Колхоз», «Не торопясь сквозь зной» и другие. На нём он сложил стихотворение, которое было прочитано на Первом всесоюзном съезде советских писателей. В архиве С. Стальского сохранились 12 стихотворений на азербайджанском языке, всего насчитывающих около пятисот строк.
По-азербайджански писали рутульские поэты Хазарчи Гаджиев и Джамисаб Саларов. Табасаранские поэты Гаджи-Магомед Зюрдягский (XVIII век) и Табасаран Ахмед (конец XVIII — начало XIX веков) сочиняли свои стихи как на родном, так и на азербайджанском языках. На двух языках (табасаранском и азербайджанском) табасаранские ашуги исполняли азербайджанские дастаны. Среди литературных памятников, которые занимали значительное место в жизни табасаранцев, был азербайджанский дастан «Ашиг-Гариб».

#### Азербайджаноязычная научная литература

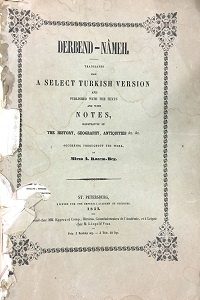
Английский перевод азербайджаноязычной версии Дербенд-наме под названием «Derbend-Nameh or The History of Derbend.
Translated from A select Turkish version and published with the texts and with notes, illustrative of The History, geography, antiquities &c. &c. occurring throughout the work, by Mirza A. Kazem-Beg», 1851 год.

Одним из первых учёных Южного Дагестана, кто создал произведение на азербайджанском, был Гаджи-Магомед аз-Зирдаги (1664/1669-1721/1728) — автор рукописи по точным наукам, истории филологии, этнографии (там также есть записи на арабском и персидском языках).
Видный представитель лезгинской светской письменной литературы, поэт и учёный Гасан Алкадари (1834—1910) написал в 1892 году на азербайджанском языке свой труд «Асари-Дагестан», представляющий собой свод восточных письменных сведений по истории Дагестана с многочисленными комментариями, замечаниями и стихотворными вставками самого Г. Алкадари.
На Кавказе, наряду с другими рукописями исторической хроники «Дербенд-наме» (на персидском, арабском, кумыкском и лакском языках), имели хождение и рукописи на азербайджанском. Эта хроника представляет собой компилятивный труд, основанный на извлечениях из арабских и персидских источников. «Дербент-наме» вообще является первым историческим произведением, написанным на азербайджанском языке. Его русский перевод был издан в 1898 году в Тифлисе М. Алихановым-Аварским.
К числу азербайджанских рукописей «Дербент-наме» относится Румянцевский список, составленный в XVII веке Мухаммедом Аваби Акташи по персидскому варианту. Эту рукопись В. В. Бартольд датировал 1719, а М. Казембек — 1731 годом, но Г. М.-Р. Оразаев относит время её создания к 1815—1816 годам. М. Алиханов-Аварский сообщал, что в конце XIX века «в Закатальском округе, у Халиль-бека Илисуйского» была рукопись на арабском языке «вместе с превосходным экземпляром адербейджанской её версии», но информация эта никем не проверялась.
Истории Дагестана XVI—XIX веков посвящена азербайджанская рукопись 1891 года «Китаб Дарбанд-нама», составленная Суперхи. На азербайджанском написано датированное 1893 годом историческое сочинение «Зикр ахвалат Гази Малла Авари» («О деяниях Гази Молла Авари») Мирза Джабраила, сына Исрафила Дербенди Суперхи, которое посвящено эпохе Кавказской войны.

### Музыка
Грузинский историк и археолог П. Иоселиани, побывавший в 1861 году в Южном Дагестане у ахтынцев, оставил о лезгинских ашугах следующую запись:
Ахтынцы — охотники до пения, сопровождаемого игрою на чунгуре и на балабане (дудке вроде кларнета). Певцы (ашуги) устраивают иногда состязания, на которые стекаются исполнители из Кубы (пользующиеся известностью), из Нухи, а иногда из Елисаветполя и Карабаха. Песни поются на лезгинском, а чаще на азербайджанском языке.
Магомедханов пишет, что ещё в 1980-х годах на табасаранских свадьбах исполнялись преимущественно азербайджанские песни. Среди современных дагестанских исполнителей песни на азербайджанском языке имеются в репертуаре Тельмана Ибрагимова, Минаи Пенжалиевой, Аслана Гусейнова, Эльбруса Джанмирзоева, Пьера Айджо и Эльчина Кулиева.

## Традиционные занятия
Ведущим занятием живущих на приморской равнине Дагестана азербайджанцев было земледелие, имевшее многоотраслевой характер. Основными культурами были зерновые и, прежде всего, пшеница. Широко использовалось искусственное орошение, в том числе и рисовые чеки. Существовала развитая система распределения воды по селениям через ирригационные устройства. Народная селекция создала в Дагестане сорта риса и пшеницы сары-бугда (истамбул-бугда, или арнаутка), аг-бугда. Хорошо известна была высокоурожайная пшеница терекеме будай (терекемейская пшеница). Широко распространено было выращивание шафрана. Интенсивно развивалось во второй половине XIX века выращивание марены, шедшей на производство красителей для шёлка, шерсти и хлопчато-бумажных тканей. Мареноводство и шелководство здесь были древними занятиями, поставлявшими продукцию для внешней торговли.
Значительной отраслью было и скотоводство мясо-молочного направления. Особенностью местного сельского хозяйства было использование буйволов в качестве тягловой силы.
Важными занятиями терекемейцев были добыча и продажа ими соли и нефти, преимущественно горцам.
Традиционными занятиями азербайджанцев в Дагестане являются ковроткачество, златокузнечное и ювелирное производство, обработка дерева и камня и др.. С 1920-х годов индустриализация региона открыла новые возможности для населения Дагестана.

### Комментарии
1. ↑  Перепись 1926 года фиксировала азербайджанцев как «тюрок». На тот момент азербайджанский язык именовали «тюркским языком»
2. ↑  Согласно конституции, государственными языками республики являются русский и все языки народов Дагестана. Однако только 14 языков: русский, аварский, агульский, азербайджанский, даргинский, кумыкский, лакский, лезгинский, ногайский, рутульский, табасаранский, татский, цахурский, чеченский, имеют свою письменность и функционируют как государственные.

### Видеоматериалы
- Репортаж о дербентских азербайджанцах по телекалу «Мир» Архивная копия от 7 января 2020 на Wayback Machine

### Статьи
- Ибрагимов М.-Р. А. Азербайджанцы // Народы Дагестана / Отв. ред. С. А. Арутюнов, А. И. Османов, Г. А. Сергеева. — М.: «Наука», 2002. — ISBN 5-02-008808-0.
- Исламмагомедов А. И. Дореволюционное поселение дагестанских азербайджанцев // Быт сельского населения Дагестана (XIX — нач. XX вв.). — Махачкала: Дагестанское учебно-педагог. изд-во Госкомиздата ДАССР, 1981.
- Сергеева Г. А. Межэтнические связи народов Дагестана во второй половине XIX-XX вв. (этноязыковые аспекты) // Кавказский этнографический сборник. — Изд-во Академии наук СССР, 1989. — Т. 9.

### Монографии
- Гаджиева С. Ш. Дагестанские азербайджанцы. XIX — начало XX в.: Историко-этнографическое исследование. — М.: «Восточная литература» РАН, 1999.
- Гаджиева С. Ш. Дагестанские терекеменцы: XIX - начало XX в. — Наука, 1990.
- Гасанов М. Р. Очерки истории Табасарана. — Махачкала: Дагучпедгиз, 1994.
- Джидалаев Н. С. Тюркизмы в дагестанских языках: опыт историко-этимологического анализа. — М.: Наука, 1990. — 251 с. — ISBN 5-02-011019-1.
- Загиров В. М.. Историческая лексикология языков лезгинской группы. — Махачкала: Дагучпедгиз, 1987. — 141 с.